# 張禧嬪 (テレビドラマ)
『張禧嬪』または『チャン・ヒビン』（ハングル表記: 장희빈）ならびに『チャン・オクチョン』（ハングル表記: 장옥정）は、李氏朝鮮第19代国王・粛宗の後宮（一時期正妃）であった禧嬪張氏こと張禧嬪（チャン・ヒビン）の生涯を題材として製作されたテレビドラマである。
本稿においては以下の作品について述べる:
1. 韓国MBCにて1971年に製作・放送されたテレビドラマ。日本未公開。
2. 韓国MBCにて1981年に製作・放送されたテレビドラマ。日本未公開。
3. 韓国SBSにて1995年に製作・放送され、日本では『妖婦 張禧嬪』のタイトルで放送されたテレビドラマ。
4. 韓国KBSにて2002年から2003年にかけて製作・放送され、日本では『張禧嬪［チャン・ヒビン］』のタイトルで放送されたテレビドラマ。
5. 韓国SBSにて2013年に製作・放送され、日本では『チャン・オクチョン-張禧嬪-』のタイトルで放送されたテレビドラマ（原題「張玉貞 愛に生きる」）。

## 1971年版
1971年7月19日からMBCの「日日連続劇」として放送された連続テレビドラマ。主人公張禧嬪をユン・ヨジョンが演じた。日本未公開。

### スタッフ (1971年版)
- 演出：ユ・フンニョル[1]
- 脚本：イ・ソグ[1]

### キャスト (1971年版)
- 張禧嬪役：ユン・ヨジョン[1]
- 仁顕王后役：キム・ミンジョン[1]
- 粛宗役：パク・クニョン[1]

## 1981年版
MBC月火ドラマ枠で1981年10月5日から翌1982年3月12日まで放送された。日本未公開。

### スタッフ (1981年版)
- 演出：ユ・ギルチョン
- 脚本：イム・チュン[5]

### キャスト (1981年版)
- 張禧嬪役：イ・ミスク
- 粛宗役：ユ・インチョン
- 仁顕王后役：イ・ヘスク

- イ・ミジ
- ナ・ムニ
- ユン・ユソン
- パン・ヒョジョン
- キム・ムセン
- チョン・エラン
- オ・ジミョン
- キム・ヨンゴン
- パク・ウォンスク[5]

## 1995年版 (妖婦 張禧嬪)
SBS月火ドラマ（SBS）枠で1995年2月20日から同年9月26日まで放送された。張禧嬪役を、前年の1994年に映画『私からあなたへ』でデビューしたチョン・ソンギョンが、粛宗役をイム・ホが演じた。この作品は脚本イム・チュン・出演イム・ホの父子の双方が携わっている作品のひとつである。

### スタッフ (1995年版)
- 演出：イ・ジョンス
- 脚本：イム・チュン[8]

### キャスト (1995年版)
- 張禧嬪役: チョン・ソンギョン
- 粛宗役: イム・ホ
- 仁顕王后役: キム・ウォニ
- 仁敬王后役: チャン・ヘスク
- 淑嬪崔氏役: ナム・ジュヒ
- 淑儀金氏役: チョ・ヒョンスク
- 荘烈王后役: キム・ヨンエ
- 明聖王后役: キョン・ミリ
- 張希載役: キル・ヨンウ
- 尹氏（禧嬪・希載兄妹の母親）役: ソ・ウリム
- 呉尚宮役: チョン・ヨンスク
- 千尚宮役: サ・ミジャ
- 趙師錫役: キム・ムセン
- 荘烈王后付尚宮役: パク・チュア[7][8]

## 2002年版 (張禧嬪［チャン・ヒビン］)
KBS2TV水木ドラマ枠で「KBS特別企画ドラマ」として2002年11月6日から翌2003年10月23日まで放送された。

### キャスト (2002年版)
- 張禧嬪(オクチョン)役：キム・ヘス
- 粛宗役：チョン・グァンリョル
- 仁顕王后役：パク・ソニョン
- 淑儀金氏役：チョ・ヨジョン
- 淑嬪崔氏役：パク・イェジン
- 荘烈王后役：カン・ブジャ
- 明聖王后役：キム・ヨンエ

- 顕宗：パク・ヨンテ
- 王世子昀/景宗役：クァク・チョンウク
- 世子嬪沈氏役：パク・チミ
- 延礽君昑役：イ・ミノ
- 淑安公主(粛宗の叔母)役：キム・ヨンナン
- 福善君(仁祖の孫)：ソン・ヨンテ
- 東平君（朝鮮語版、中国語版）役：ユ・インチョン
- 郡夫人申氏(東平君の母)役：オム・ユシン
- 張希載役：チョン・ソンモ
- 者斤阿只(希載の正室)役：ハ・ダソム
- スクチョン役：ハ・ユンミ
- 尹氏(オクチョンの母)役：イ・ボヒ
- 南九萬役：チェ・サンフン
- 閔黯役：ハン・インス
- 閔章道(閔黯の息子)役：キム・ハクチョル
- 閔宗道役：シン・ドンフン
- 金徳遠役：ユ・スンボン
- 睦来善役：パク・サンジョ
- 睦昌明役：イ・ゲヨン
- 權大運役：イ・シンジェ
- 宋時烈役：イ・スンジェ
- 金錫冑役：チョン・インテク
- 閔維重(仁顕王后の父)役：ソン・ジェホ
- 府夫人(仁顕王后の母)役：キム・ソゴク
- 閔鎮厚(仁顕王后の兄)役：キム・ミョンス
- 金寿恒役：イ・ヨンホ
- 金昌集(金寿恒の息子)役：イ・ソンリョン
- 金萬重役：シン・チュンシク
- 趙師錫役：ペク・ユンシク
- 洪致祥(淑安公主の息子)役：イ・グァンギ
- 金春澤役：ソン・イルグク
- 金益勳役：ナ・ハニル

- チェ・サンアン役：パク・ヨンジ
- パク・トゥギョン役：チェ・ウンギュ
- イ内官役：イ・ドゥソプ
- クォン尚宮役：キム・ウルドン
- ハン尚宮役：キム・ソニョン
- パク尚宮(粛宗付)役：チョ・ウンドク
- パク尚宮(チェ淑媛付)役：キム・ヘジョン
- オプトン(希載の子分)役：カン・ミンソク

## 2013年版 (チャン・オクチョン-張禧嬪-)
SBS月火ドラマ枠にて2013年4月8日から同年6月25日まで放送された連続テレビドラマ。韓国での放送回数は24回、日本での放送回数は35回。チャン・オクチョン（張玉貞）は張禧嬪の本名である。
張禧嬪を従来の悪女像とは一線を画し、王を愛しすぎたが故に罰せられた悲運のヒロインとして描く。一方、MBCドラマ『トンイ』（2010年）のヒロイン・淑嬪崔氏（チェ・ムスリ）は本作品では悪役として登場する。

### あらすじ (2013年版)
舞台は17世紀末の朝鮮王朝。都の漢陽（ハニャン）では、独創的な韓服を生み出すファッションデザイナー・張玉貞（チャン・オクチョン）が女主人として経営するファッションサロン・芙蓉亭（プヨンジョン）で新作発表会が開かれていた。
ところが、発表会の最中、朝廷に仕える高官・趙師錫（チョ・サソク）の夫人が押しかけてきて、オクチョンの母・ユン氏が賤民出身であると暴露したために芙蓉亭は取引先の多くを失う結果に陥る。
そこでオクチョンは叔父の張炫（チャン・ヒョン）に資金援助を求めるのだが、チャン・ヒョンは「一緒に国を乗っ取らないか？」と持ちかける。朝鮮一の大富豪として知られていたチャン・ヒョンはかつて、娘のホンジュを女官として宮廷に送り込んだものの、王族の福善君（ポクソン君）と色恋沙汰を起こして宮廷を揺るがす大スキャンダルを招いた過去を持っていたのだ。しかし、オクチョンは「私は叔父上の野心の犠牲にはなりたくない」とその誘いを拒絶する。
一方、宮廷では第18代王・顕宗（ヒョンジョン）の息子・イ・スン(粛宗)のお妃選びが行われることになり、スンは西人派（ソインパ）に属する金萬基（キム・マンギ）の娘である仁敬（インギョン）を選ぶ。当時、宮廷では西人派が権勢を振るっていたが、スンは西人派の首領でもある閔維重（ミン・ユジュン）と対立しており、ミン・ユジュンの娘・仁顕（イニョン）には全く関心がなかった。
やがて、顕宗はこの世を去り、スンは第19代王・粛宗（スクチョン）として即位する。顕宗の遺勅によって西人派は南人派（ナミンパ）に政権の座を譲ることになる。ところが、南人派の高官たちはなかなか自分たちの言いなりにならないスンを退けて福善君を玉座にまつり挙げるべくクーデターを企てるが、軍資金を提供していたチャン・ヒョンが土壇場で裏切ったために失敗に終わり、南人派に代わって西人派が政権に返り咲くことになる。
その直後、仁敬王妃が疱瘡に倒れ、この世を去る。スンの母・大妃金氏はミン・ユジュンと結託し、仁顕を新王妃にしようと企んでいたが、肝心のスンは芙蓉亭の再建を断念し、針房（チムバン）女官として宮廷入りしたオクチョンに心奪われ、彼女と結ばれることばかり考えていた。実は2人は幼い頃から面識があり、成長してからも折に触れて顔を合わせることがあった。一方、スンのいとこ叔父にあたる東平君李杭（トンピョン君イ・ハン）も密かにオクチョンに思いを寄せていた。
南人派嫌いの大妃金氏たちはあの手この手でオクチョンを迫害するなどして妨害を図り、ついには仁顕を新王妃としてスンに押し付ける。しかし、南人派に属する王室の最長老・大王大妃趙氏の策略によってオクチョンは宮廷に舞い戻ってくる。これにはさすがの仁顕も抗しきれず、オクチョンを特別尚宮（側室格の女官）として迎え入れる羽目になる。
念願叶って宮廷で共に暮らすことになった2人は人目を憚らずに激しく愛し合う日々を過ごす。そして、スンから就善堂（チソンダン）を贈られたオクチョンはスンの子供を宿すことになるが、またしても大妃金氏たちの妨害に遭い、子供は流れてしまう。母親が悪巧みを犯したことに激怒したスンは西人派の魔の手からオクチョンを守るため、彼女に禧嬪（ヒビン）の称号を授けると宣言し、「何としても息子を産め」とせがむ。焦りを募らせた大妃金氏はオクチョンを側室として認める代わりに、オクチョンが息子を産めば仁顕に渡せと強要し、歯止めをかけようとする。
そしてついにオクチョンはスンの息子・ユンを産む。狂喜したスンは息子を世子（セジャ）に立てると宣言し、西人派の猛反発を押し切って世子冊立に踏み切る。また、この世子冊立騒動でスンと対立した西人派は世子冊立を阻止するために謀反を企てた廉で政権を追われ、再び南人派が政権の座に返り咲く。政権に返り咲いた南人派の大臣たちがミン・ユジュンの処刑を進言すると、スンは仁顕を王妃の座から追放すると大臣たちに宣告する。大臣たちは罪のない王妃を追放するのは無理があると懸念を示すが、オクチョンの脅迫に屈してしまう。かくして仁顕は嫉妬の罪を理由に王妃の座を追われ、代わってオクチョンが王妃の座に収まる。
時は流れ、南人派政権はなかなかスンの期待に応えられずにいた。苛立つスンが西人派の復権を模索する中、病死したとされていた大妃金氏がチャン・ヒョンの計略によって毒殺されていた事実が発覚。高官たちに賄賂を提供してきたとして逮捕されたチャン・ヒョンはスンを脅迫して国舅（クック）の地位を獲得するも、チャン・ヒョンに恨みを抱く政商ヒョン・チスの策略にはまって暗殺される。南人派の黒幕として暗躍してきたチャン・ヒョンの暗殺と時を同じくして、朝廷では南人派が再び政権の座を追われ、西人派が三度政権に返り咲く。無論、南人派出身のオクチョンは王妃の地位こそ失うものの、世子の母・母后（モフ）であることなどが考慮されて禧嬪への降格に留まり、仁顕が王妃として返り咲く。
しかし、政権に復帰した西人派は世子の母后であるオクチョンへの対応を巡って少論派（ソロンパ）と老論派（ノロンパ）に分裂。老論派寄りだったミン・ユジュンの急死も相まって、オクチョンに同情的な少論派が優勢となる。派閥間の権力抗争が激しさを増す中、病に倒れた仁顕がこの世を去ると、西人派出身の側室・淑媛崔氏（スグォン・チェシ）が仁顕が死んだのはオクチョンの呪詛によるものだと告発する。オクチョンは疱瘡に倒れた世子の回復を願う祈祷をしただけだと弁解するが、淑媛崔氏によって捏造された「呪詛の証拠」が見つかったことで、オクチョンは絶体絶命の危機に立たされる。
愛しいスンと世子を守るために自ら死を選んだオクチョンはスンに自決を願い出る。スンはオクチョンに毒薬を与えると宣告し、その前に仁顕の49日法要を行って罪を悔い改めよと命じる。老論派の大臣たちはオクチョンを密かに逃がし、世子に玉座を継がせることも厭わないスンの方針に猛反発するものの、結局はスンの決定に従うしかなかった。しかし、退位を覚悟の上でオクチョンを守ろうとしたスンの抵抗もむなしく、彼女は毒薬をあおってしまう。「なぜ戻ってきた？」と驚くスンに対し、オクチョンは「死ぬ時は王様のおそばで死にたかったのです」と言い残し、息絶えるのであった…。

### キャスト (2013年版)
張玉貞 (チャン・オクチョン、장옥정)
演 - キム・テヒ（幼少期：カン・ミナ）
後の張禧嬪（チャン・ヒビン）。南人派。
李焞 (イ・スン、이 순)
演 - ユ・アイン（幼少期：チェ・サンウ）
李氏朝鮮の第19代国王・粛宗（スクチョン）。
仁顕王后 (イニョン王后〈ワンフ〉、인현왕후)
演 - ホン・スヒョン
イ・スンの2番目の正室。西人派。ミン・ユジュンの娘。
ヒョン・チス (현치수)
演 - ジェヒ（幼少期：ペク・スンファン）
カン氏夫人の息子。幼なじみのオクチョンに想いを寄せていたが、母の死後、行方不明になる。
東平君李杭 (トンピョン君イ・ハン、동평군 이항)
演 - イ・サンヨプ（幼少期：クァク・ドンヨン）
王族の文人。イ・スンのいとこ叔父。南人派。オクチョンと粛宗を支える。
崔ムスリ (チェ・ムスリ、최무수리)
演 - ハン・スンヨン
後の淑嬪崔氏。西人派。元は仁顕に仕える奴婢だったが、西人派の後ろ盾により側室となり、オクチョンと敵対する。
張炫 (チャン・ヒョン、장현)
演 - ソン・ドンニル
オクチョンの父の従兄弟。南人派。通訳官であり大商人。オクチョンを利用して権力を得ようとする。
閔維重 (ミン・ユジュン、민유중)
演 - イ・ヒョジョン
仁顕王后の父。西人派の首領。
チョン尚宮 (チョン・サングン、천상궁)
演 - チャン・ヨンナム
針房の尚宮。オクチョンの指導者。
カン氏夫人 (강씨 부인)
演 - ユン・ユソン
ヒョン・チスの母。火事で死亡する。
オクチョンの母ユン氏 (옥정모 윤씨)
演 - キム・ソラ
南人派。チョ・サソクの家に仕える奴婢。
ヤン・グン (양군)
演 - イ・ゴンジュ
イ・スンの側近。内侍（ネシ）。
福善君 (ポクソン君、복선군)
演 - イ・ヒョンチョル
王族。クーデターを企てる。
張希載  (チャン・ヒジェ、장희재)
演 - コ・ヨンビン
オクチョンの兄。南人派。
仁敬王后 (インギョン王后〈ワンフ〉、인경왕후)
演 - キム・ハウン
イ・スンの第一正妃。キム・マンギの娘。痘瘡により死去。
ヨンホン (연홍)
演 - イ・ジャミン

明安(ミョンアン)公主 (ミョンアン・コンジュ、명안공주)
演 - アヨン
イ・スンの姉(王女)。
プクチョンニョ (북촌녀)
演 - キム・セイン

チェ尚宮 (チェ・サングン、최상궁)
演 - キム・ナンジュ

大妃金氏 (大妃〈テビ〉キム氏、대비 김씨)
演 - キム・ソンギョン
イ・スンの母。明聖王后。西人派。
大王大妃趙氏 (大王大妃〈テワンデビ〉チョ氏、대왕대비 조씨)
演 - イ・ヒョチュン
荘烈王后。第16代王・仁祖（インジョ）の最後の継妃であり、王室の最長老。南人派。オクチョンの後ろ盾。
ヒョンム (현무)
演 - ペ・ジンソプ(ペ・ミンス、ソ・ジュン)
イ・スン直属の親衛隊の首長（かしら）。
金萬基 (キム・マンギ、김만기)
演 - イ・ドンシン
仁敬王后の父。　西人派。
趙師錫 (チョ・サソク、조사석)
演 - チェ・サンフン
大王大妃趙氏の甥。南人派の首領。オクチョンの後ろ盾。
チャギョン (ジャギョン)(자경)
演 - チユ（幼少期：キム・ミンハ）
針房の女官。オクチョンの幼なじみでライバル。　
ヒャンイ (향이)
演 - キム・ガウン（幼少期：ソン・スヒョン）
オクチョンの幼ななじみ。
ソルヒャン (설향)
演 - パク・チウォン
ヒョン・チスの妓房の行首（ヘンス。官妓の姉御）。
ソルビ (솔비)
演 - ユ・サラ

ホンジュ (홍주)
演 - ミン・ジア
チャン・ヒョンの娘。元女官。
医官 (의관)
演 - キム・ユンチャン

医女 (의녀)
演 - チェ・イェジ

巫女オレ (무당 오례)
演 - イ・セラン

ホン尚宮 (홍상궁)
演 - イ・ミヨン

カックン (까꿍)
演 - ユン・ヨンミ

チャンギョン (장경)
演 - イム・スンデ

都承旨 (도승지)
演 - チョ・ビョンゴン